# Magda Linette
Magda Linette (Poznan; 12 de febrero de 1992) es una jugadora de tenis profesional polaca. Su mayores ranking en sencillos es 19, que llegó el 20 de marzo de 2023. En su carrera de dobles es el 26, alcanzado el 11 de abril de 2022.
Hizo su primera aparición en un cuadro principal de la WTA en el Internationaux de Strasbourg, en mayo de 2013, donde también obtuvo su primera victoria en este nivel. El mismo año, llegó a su primera semifinal de la WTA en Bakú, proveniente de la clasificación.

## Títulos WTA (5; 3+2)

### Individual (3)
| Leyenda                                |
| -------------------------------------- |
| Grand Slam (0)                         |
| Juegos Olímpicos (0)                   |
| WTA Finals (0)                         |
| P. Mandatory & Premier 5, WTA 1000 (0) |
| Premier, WTA 500 (0)                   |
| International, WTA 250 (3)             |

| No. | Fecha                 | Torneo     | Superficie | Oponente en la final | Resultado     |
| 1.  | 24 de agosto de 2019  | Nueva York | Dura       | Camila Giorgi        | 5-7, 7-5, 6-4 |
| 2.  | 16 de febrero de 2020 | Hua Hin    | Dura       | Leonie Küng          | 6-3, 6-2      |
| 3.  | 26 de julio de 2024   | Praga      | Dura       | Magdalena Fręch      | 6-2, 6-1      |

#### Finalista (5)
| No. | Fecha                    | Torneo                | Superficie | Oponente en la final | Resultado     |
| 1.  | 20 de septiembre de 2015 | Tokio (International) | Dura       | Yanina Wickmayer     | 6-4, 3-6, 3-6 |
| 2.  | 22 de septiembre de 2019 | Seúl                  | Dura       | Karolína Muchová     | 1-6, 1-6      |
| 3.  | 18 de septiembre de 2022 | Chennai               | Dura       | Linda Fruhvirtová    | 6-4, 3-6, 4-6 |
| 4.  | 24 de septiembre de 2023 | Guangzhou             | Dura       | Wang Xiyu            | 0-6, 2-6      |
| 5.  | 21 de abril de 2024      | Ruan                  | Dura       | Sloane Stephens      | 1-6, 6-2, 2-6 |

### Dobles (2)
| Leyenda                                |
| -------------------------------------- |
| Grand Slam (0)                         |
| Juegos Olímpicos (0)                   |
| WTA Tour Championships (0)             |
| P. Mandatory & Premier 5, WTA 1000 (0) |
| Premier, WTA 500 (2)                   |
| International, WTA 250 (0)             |

| N.º | Fecha               | Torneo     | Superficie    | Pareja            | Oponente en la final               | Resultado        |
| --- | ------------------- | ---------- | ------------- | ----------------- | ---------------------------------- | ---------------- |
| 1.  | 10 de abril de 2022 | Charleston | Tierra batida | Andreja Klepač    | Lucie Hradecká Sania Mirza         | 6-2, 4-6, [10-7] |
| 2.  | 25 de junio de 2022 | Eastbourne | Hierba        | Aleksandra Krunić | Lyudmyla Kichenok Jeļena Ostapenko | w/o              |

#### Finalista (3)
| N.º | Fecha                    | Torneo    | Superficie    | Pareja               | Oponente en la final                | Resultado           |
| --- | ------------------------ | --------- | ------------- | -------------------- | ----------------------------------- | ------------------- |
| 1.  | 20 de septiembre de 2014 | Guangzhou | Dura          | Alizé Cornet         | Chia-Jung Chuang Chen Liang         | 6-2, 6-7(3), [7-10] |
| 2.  | 16 de octubre de 2016    | Tianjin   | Dura          | Xu Yifan             | Christina McHale Shuai Peng         | 6-7(8), 0-6         |
| 3.  | 15 de abril de 2017      | Bogotá    | Tierra batida | Verónica Cepede Royg | Beatriz Haddad Maia Nadia Podoroska | 3-6, 6-7(4)         |

## Títulos WTA 125s

### Individual (1)
| N.º | Fecha                  | Torneo | Superficie | Oponentes  | Resultado     |
| --- | ---------------------- | ------ | ---------- | ---------- | ------------- |
| 1.  | 2 de noviembre de 2014 | Ningbo | Dura       | Qiang Wang | 3-6, 7-5, 6-1 |

#### Finalista (1)
| N.º | Fecha               | Torneo | Superficie    | Oponentes       | Resultado |
| --- | ------------------- | ------ | ------------- | --------------- | --------- |
| 1.  | 10 de junio de 2018 | Bol    | Tierra batida | Tamara Zidanšek | 1-6, 3-6  |